# Latarnia morska South Stack
Latarnia morska South Stack – latarnia morska położona na skalistej wyspie South Stack położonej na zachód od Holy Island. W odległości około 5-6 km od wejścia do portu Holyhead w hrabstwie Anglesey w Walii. Latarnia jest wpisana na listę zabytków Royal Commission on the Ancient and Historical Monuments of Wales pod numerem 41288. 
Starania o budowę latarni morskiej na granitowej wysepce South Stack rozpoczęły się w 1665 roku, jednak prośba o przyznanie patentu na prowadzenie latarni został odrzucona przez Karola II Stuarta. Ostatecznie latarnia zaprojektowana przez Daniela Alexandera i wybudowana kosztem 12 tysięcy funtów, rozpoczęła pracę w 1809 roku. W połowie lat siedemdziesiątych XIX wieku dokonano pierwszej wymiany urządzeń optycznych i aparatury w laternie. 
Aby dostać się do latarni trzeba  pokonać ponad 20 metrową przepaść pomiędzy klifami Holy Island a South Stack. Pierwotnie można było tego dokonać tylko w zawieszonym na stalowej linie koszu. W 1828 roku zbudowano stalowy most o szerokości 1,5 metra, który w 1964 roku został zastąpiony przez zabudowany most aluminiowy.
Latarnia została zelektryzowana w 1938 roku a zautomatyzowana w 1984 roku. W tym roku opuścił ją ostatni latarnik.  Od tego czasu jest nadzorowana z The Trinity House Operations and Planning Centre w Harwich.